# Гончаров, Владимир Николаевич
Влади́мир Никола́евич Гончаро́в (21 ноября 1946, Белая Калитва; по другим данным — Азов, Ростовская область, СССР — 10 ноября 2008, Санкт-Петербург, Россия) — советский футболист, нападающий, тренер. Мастер спорта СССР (1969).

## Биография
В футбол начал играть в 1960 году в юношеской команде Азова. Накануне сезона 1965 года перешёл из команды КФК «Калитва» в ростовский «Ростсельмаш». В апреле 1966 перешёл в «Зенит» Ленинград. Зимой 1973/74 отслужил два месяца в военной части в Выборге, после чего продолжил службу в ростовском СКА. В 1975 году вернулся в Ленинград, в команду «Динамо», где и закончил карьеру в 1978 году.
2 июня 1971 года сыграл в матче олимпийской сборной СССР против Голландии (4:0).
Окончил высшую школу тренеров, работал начальником команды «Динамо» Ленинград (1981—1983), тренером школы «Зенита» (1984—1987), тренером команды в Иране (1988—1991), старшим тренером «Прометей-Динамо» (1992—1993).
В середине 1990-х возглавлял детско-юношеские команды Московского района Санкт-Петербурга.
Скончался 10 ноября 2008 года. Похоронен на Северном кладбище в Санкт-Петербурге.